# Триплетт (Міссурі)
Триплетт (англ. Triplett) — місто (англ. city) в США, в окрузі Черітон штату Міссурі. Населення — 33 особи (2020).

## Географія
Триплетт розташований за координатами 39°29′54″ пн. ш. 93°11′38″ зх. д. / 39.49833° пн. ш. 93.19389° зх. д. (39.498355, -93.193860).  За даними Бюро перепису населення США в 2010 році місто мало площу 0,60 км², уся площа — суходіл.

## Демографія
Згідно з переписом 2010 року, у місті мешкала 41 особа в 21 домогосподарстві у складі 10 родин. Густота населення становила 69 осіб/км².  Було 32 помешкання (54/км²).
Расовий склад населення:
| - 92,7 % — білих - 7,3 % — чорних або афроамериканців |

До двох чи більше рас належало 0,0 %. Частка іспаномовних становила 0,0 % від усіх жителів.
За віковим діапазоном населення розподілялося таким чином: 4,9 % — особи молодші 18 років, 65,8 % — особи у віці 18—64 років, 29,3 % — особи у віці 65 років та старші. Медіана віку мешканця становила 53,5 року. На 100 осіб жіночої статі у місті припадало 105,0 чоловіків;  на 100 жінок у віці від 18 років та старших — 116,7 чоловіків також старших 18 років.
Цивільне працевлаштоване населення становило 4 особи. Основні галузі зайнятості: роздрібна торгівля — 75,0 %, сільське господарство, лісництво, риболовля — 25,0 %.